# Anne Cutler
Anne Cutler (Armadale, 17 januari 1945 – Nijmegen, 7 juni 2022) was een Australisch wetenschapper op het gebied van de psycholinguïstiek. 

## Biografie
Cutler was van 1993 tot 2013 directeur van het Nijmeegse Max Planck Instituut voor Psycholinguïstiek en was hoogleraar vergelijkende taalpsychologie aan de Radboud Universiteit Nijmegen. Ze heeft met haar collega's veel bijgedragen aan het onderzoek op het gebied van de perceptie van spraak. 
In 1999 ontving zij de Spinozapremie. Cutler werd in 2000 benoemd tot lid van de Koninklijke Nederlandse Akademie van Wetenschappen, de KNAW.
Cutler overleed na een kort ziekbed op 7 juni 2022 op 77-jarige leeftijd.